# TVN 7 HD
TVN 7 HD è una rete televisiva generalista polacca gestita e di proprietà di Grupa ITI che trasmette in lingua polacca.